# درک فرانسیس
دِرِک فرانسیس (انگلیسی: Derek Francis؛ ‏ ۷ نوامبر ۱۹۲۳ – ۲۷ مارس ۱۹۸۴) بازیگر اهل بریتانیا بود.
از فیلم‌هایی که وی در آن‌ها نقش داشته‌است، می‌توان به دکتر هو، خیابان کورونیشن، حرفه‌ای‌ها، ساحره‌گیری، پاپ ژان پل دوم، تندیس، اسکروج، چه چیزی برای هالو خوب است، فشار زمان، گور لیژیا، بازرس، ادامه بده، بانوی شرور و مجرم اشاره نمود.